# Premio Tomas Tranströmer
El premio Tomas Tranströmer es un premio de literatura que la ciudad sueca de Västerås otorga cada dos años y está dotado con 200.000 coronas a partir de 2020. 
Lleva el nombre del poeta Tomas Tranströmer, que vivió en Västerås durante mucho tiempo. Fue establecido en 1997 y se le otorga a un poeta, generalmente de los países nórdicos o de uno de los países que bordean el mar Báltico . Excepcionalmente, se puede honrar a un poeta de otro país.

## Ganadores
- 1998 Vizma Belševica, Knuts Skujenieks (Letonia)
- 2000 Adam Zagajewski (Polonia)
- 2002 Bengt Emil Johnson (Suecia)
- 2004 Inger Christensen (Dinamarca)
- 2006 Lars Gustafsson (Suecia)
- 2008 Robert Bly (Estados Unidos, tiene ascendencia noruega)
- 2010 Kjell Espmark (Suecia)
- 2012 Durs Grünbein (Alemania)
- 2014 Lasse Söderberg (Suecia)
- 2016 Sirkka Turkka (Finlandia)
- 2018 Eva Runefelt (Suecia)
- 2020 Louise Glück (Estados Unidos)[2]
- 2022 Lennart Sjögren (Suecia)
- 2024 Gyrðir Elíasson (Islandia)[3]